# 패 (경기)
패(敗)는 경기에서 지는 것이다.

## 패하는 경우
다음과 같다.
- 가장 일반적인 경우로, 상대방보다 점수가 낮은 경우이다.
- 과실로 인하여 더 이상 경기를 진행할 수 없게 되면 몰수패라고 하여 자신은 패배하고 상대방이 승리(몰수승)한 것으로 처리된다.

### 몰수패
다음과 같은 경우에 몰수패가 선언 된다.
- 고의로 경기 진행을 방해하는 행위
- 선수가 부족하거나 지나친 반칙을 범한 경우
  - 예를 들어, 축구에서는 5명의 선수가 퇴장을 당하면 해당 팀이 몰수패를 하게 된다.
- 경기를 거부하거나 도중에 포기하는 경우
- 기타 경기를 계속 진행할 수 없는 과실을 범한 경우